# Royal Blues FC
El Royal Blues FC es un equipo de fútbol de la República de China que juega en la Liga Premier de Fútbol de Taiwán, la primera división de fútbol en el país.

## Historia
Fue fundado en el año 2009 en el distrito de Xinzhuang, en la ciudad de Nuevo Taipéi con el nombre Rogues FC por el bar de mala reputación que había en el distrito. En la temporada 2012/13 el club cambia su nombre por el actual gracias a Matt Underwood y Robert Iwanicki, quienes adquirieron al club con ideas ambiciosas en mente.
En la temporada 2012/13 el club participó en la liga empresarial de Taiwán, la principal liga aficionada del país, y en el año 2014 el club fue registrado en la City A-League, liga donde se encuentran actualmente.
En la temporada 2016/17 el club participó en la Liga Premier de Fútbol de Taiwán como reemplazo de la City A-League.

## Palmarés
- BML League: 1

2014/15